# Luciana Grassi
Luciana Grassi (Guayaquil, 1984) es una actriz ecuatoriana de cine, teatro y televisión de ascendencia italiana, conocida por sus participaciones en producciones teatrales como el monólogo Auyo, y producciones televisivas como Cosa seria, El exitoso Lcdo. Cardoso y 3 familias.

## Biografía
Estudió en The American Dramatic Academy en Nueva York y es Licenciada en Comunicación Escénica por la Universidad Casa Grande de Guayaquil. Ha trabajado en varias producciones audiovisuales y teatrales entre Ecuador, Estados Unidos, Argentina y España.
Al año siguiente forma parte de la serie Cosa Seria junto a Erika Vélez, Frank Bonilla, Diego Spotorno, Efraín Ruales, entre otros.
Tras su paso por TC Televisión, decide radicarse un tiempo en Argentina, país en donde realiza un casting para presentadora del canal de variedades Utilísima, dedicado al público femenino.
En 2013 participa en la serie Secretos, dirigida por Peky Andino y producida por Ecuavisa, además de protagonizar la obra de teatro 'Cock'. En 2014 se une al elenco de la serie 3 familias con el personaje de Titi, la mejor amiga de Lulú Plaza Lagos, interpretada por Marcela Ruete, retomando el personaje en 2016 en la segunda temporada, ya en formato de telenovela. En 2017 participa en la serie El caminante, producción de Teleamazonas, y a la par crea y protagoniza el monólogo cómico Auyo, en el cual habla sobre la autoayuda, el empoderamiento femenino y también del despertar masculino.
En 2020 protagoniza la webserie En plena 40tena, desarrollada en medio de la pandemia de enfermedad por coronavirus de 2020 y transmitida a través de Instagram, en la cual también participan Carolina Piechestein, Katty García, Alberto Pablo Rivera y Leonardo Moreira.

## Vida personal
En 2016 la actriz anunció que padece de fibromialgia. Es creadora del espacio cultural "La casa de mis padres", en el cual se realizan talleres de teatro, gastronomía y meditación. En enero de 2020, contrae matrimonio civil con el entrenador físico y emprendedor Julio Franco.

## Filmografía

### Televisión
- El caminante (2017) - Nathalia
- 3 familias (2014/2016-2018) - María Cristina "Titi"
- Secretos (2013)
- Parece que fue ayer (2013) Pilar
- Aída (2012-2013) - María de la Paz "Paz" Bermejo
- El exitoso Lcdo. Cardoso (2009-2010) - Amanda Machiavello #2
- Cosa Seria (2006) - Beatriz "Betty" Pesántes
- Corazón Dominado (2005) - Natalia

### Teatro
- Auyo
- Cock
- Sopla
- Asesinando a Sara
- Hamelin
- Closer
- The devil wears Prada
- La historia incómoda que nos contó Olivia el día de su cumpleaños[12]

### Cine
- Mejor no hablar de ciertas cosas (2012)
- Autosentencia
- Remember